# Pico Turquino
Pico Turquino je nejvyšším bodem Kuby. Nachází se na jihovýchodě ostrova v pohoří Sierra Maestra na pomezí provincií Santiago de Cuba a Granma. Dosahuje nadmořské výšky 1974 m n. m. Na vrcholu je umístěnu busta kubánského národního hrdiny Josého Martího. Svahy hory jsou porosté bujnou vegetací.
Celá hora a její okolí o celkové rozloze 23 210 ha je jedním z kubánských národních parků.